# Такао Ории
Такао Ории (јап. 折井 孝男) бивши је јапански фудбалер н тренер.
Био је тренер јапанске фудбалске репрезентације за жене (1984. године).